# Johan Jakob Bäck

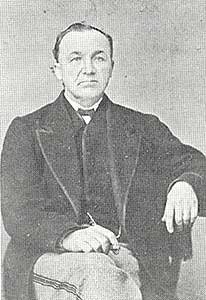
Folkkirurgen Johan Jakob Bäck. Foto från 1860-talet.

Johan Jakob Bäck, född 4 maj 1824 i Nykarleby, död 23 januari 1879 i Vasa, var en finländsk kirurg. Han var far till Johannes Bäck.
Bäck lärde sig av en gumma sårbehandling och massage samt praktiserade från 1839 som läkare, särskilt för alla slags benbrott, ledvrickningar, snedhet och dylikt. År 1863 fick han en penninggratifikation samt 1865 medalj för nit, och 1867 anställdes han som stadsfältskär i Vasa. 
Fältet för Bäcks verksamhet var först södra Österbotten, men utsträcktes snart, allteftersom hans rykte steg, till det övriga Finland, även Sverige och Ryssland. Hans läkekonst grundade sig på noggrann kännedom om människokroppens byggnad och utomordentlig härdighet i skadors botande medelst hopfogande, tryckning, massage och läkemedel.